# ウォーリー・ウォーラス
ウォーリー・ウォーラス（英: Wally Walrus）は、1940年代から1960年代にウォルター・ランツ・プロダクションが制作した映画に登場しアニメキャラクターであり、セイウチをモチーフにしている。

## 歴史
ほとんどの登場回では、スウェーデン語のアクセントで話し、頭の回転が遅く、すぐに怒り出す。よく「マイ・ボニー」を口ずさんでいる。ウッディー・ウッドペッカーの主な敵として描かれることが多く、バズ・バザードと同様にウッディーと行動を共にする。
声を担当したのは、初登場時とそれ以降の作品では、ラジオでシスコ・キッドの声を担当していたジャック・マザーである。ランツのストックプレーヤーであるウィリアム・ライトは、『危ない運転手』でスウェーデン人らしくない成長した声を与えた。ウォーリーはチリー・ウィリーと共に『Clash and Carry』や『Tricky Trout』にも出演しており、これにはポール・フリーズが声を担当した。
ウォーリーの外見は年々多少変化しており、顔色は暗い色から明るい色の肉眼で、様々な大きさの牙があり、持っていたり、持っていなかったりして描かれている。『ニュー・ウッディ・ウッドペッカー・ショー』では、ウォーリーの口と牙を別々に描いて、鼻の穴から牙が出ているように見せるという作画ミスがあった。
ウォーリーはウッディー同様、『ロジャー・ラビット』のラストシーンにカメオ出演したほか、さまざまな紙媒体やグッズに登場した。また、『ニュー・ウッディ・ウッドペッカー・ショー』のレギュラー・キャラクターで、ビリー・ウェストが声を担当していた。2018年の『ウッディー・ウッドペッカー』にも登場し、ウェンディという彼女もいる。

## 登場作品
- ペッカーとウォーラス浜辺の対決（英語版）（1944年10月16日）
- 二人でスキー（英語版）（1944年11月13日）
- ごちそうを手に入れろ（英語版）（1945年2月5日）
- The Dippy Diplomat（英語版）（1945年8月27日）
- お風呂騒動（英語版）（1946年7月1日）
- 危ない運転手（英語版）（1946年8月26日）
- Smoked Hams（英語版）（1947年4月28日）
- The Overture to William Tell（1947年）
- キツツキの自動車（英語版）（1947年6月30日）
- ペッカーのシルクハット（英語版）（1948年2月16日）
- 宴会で大騒ぎ（英語版）（1948年3月3日）
- Kiddie Koncert（1948年）
- 赤ちゃんペッカー（英語版）（1948年5月2日）
- Dog Tax Dodgers（1948年）
- 深い深い眠り（英語版）（1951年3月26日）
- キツツキの射撃大会（英語版）（1951年7月23日）
- The Woody Woodpecker Polka（英語版）（1951年10月29日）
- Stage Hoax（英語版）（1952年4月21日）
- What's Sweepin'（1953年）
- Buccaneer Woodpecker（英語版）（1953年4月20日）
- Operation Sawdust（1953年）
- Socko in Morocco（英語版）（1954年1月18日）
- Alley to Bali（英語版）（1954年3月15日）
- Sven Honk（1954年）
- The Great Outdoors（1955年）
- Clash and Carry（1961年）
- Tricky Trout（1961年）